# Tet (album)
Tet è il nono album in studio del gruppo musicale jazz d'avanguardia statunitense Masada, contenente 10 delle 205 composizioni del loro primo libro di composizioni. Fu pubblicato il 17 febbraio 1998 dalla DIW Records in Giappone.

## Tracce
Musiche di John Zorn.
1. Chayah (152° composizione) – 9:33
2. Karet (185° composizione) – 1:56
3. Moshav (193° composizione) – 6:50
4. Leshem (169° composizione) – 4:36
5. Kochot (205° composizione) – 5:15
6. Meholalot (189° composizione) – 8:50
7. Kedushah (191° composizione) – 6:18
8. Ner Tamid (186° composizione) – 4:07
9. Acharei Mot (188° composizione) – 9:04
10. Jachin (171° composizione) – 5:37

Durata totale: 62:06

## Formazione
- John Zorn – sassofono contralto
- Dave Douglas – tromba
- Greg Cohen – contrabbasso
- Joey Baron – batteria